# Oku Mumeo

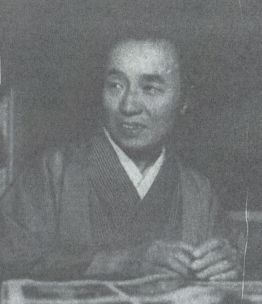
Oku Mumeo

Oku Mumeo (japanisch 奥 むめお, eigentliche Schreibung: 奥 梅尾; geboren 24. Oktober 1895 in Fukui, Präfektur Fukui; gestorben 7. Juli 1997 Shinjuku, Präfektur Tokio) war eine japanische Politikerin und Suffragette. Sie gilt als eine der führenden Persönlichkeiten der Stimmrechtsbewegung in Japan und als Pionierin des Feminismus in Japan. Zusammen mit Hiratsuka Raichō und Ichikawa Fusae gründete sie die Shin-fujin kyōkai (新婦人協会, „Neue Frauenvereinigung“). Sie ist seit 1989 Ehrenbürgerin ihrer Heimatstadt Fukui.

## Leben und Schaffen
Oku Mumeo wurde 1895 als älteste Tochter des Schmiedes Wada Jinzaburō und seiner Frau Hama in Fukui geboren. Ihre Mutter starb an Tuberkulose, als Oku Mumeo erst drei Jahre alt war. 1916 schloss sie ihr Studium an der Japanischen Frauenuniversität ab. Nach ihrem Studium arbeitete sie als Journalistin für die Zeitung Rōdōsekai (労働世界, etwa: „Arbeitswelt“), die von der Gewerkschaft herausgegeben wurde. Sie arbeitete undercover bei der Fujibō Holdings und schrieb Artikel darüber.
Um politische Forderungen aufzustellen, gründete sie 1920 zusammen mit anderen Frauen wie Hiratsuka Raichō und Ichikawa Fusae die Frauenvereinigung Shin fujinkai. Das brachte ihnen die Kritik der sozialistische Frauenvereinigung Sekirankai (赤瀾会, „Rote-Welle-Gesellschaft“) unter Yamakawa Kikue ein, die eine Umkehr zu einer sozialistischen Frauenbefreiungsbewegung forderten. Ein Jahr später gab Ichikawa ihre Position als Vorsitzende der Vereinigung auf und ging nach Amerika. Hiratsuka zog sich im gleichen Jahr krankheitsbedingt zurück und ging in die Präfektur Gunma, wo sie am Fuße des Vulkans Akagi wohnte. Daraufhin wurde Oku Vorsitzende der Frauenvereinigung und verfolgte die politischen Ziele zusammen mit Makoto Sakamoto weiter. Das Hauptquartier der Vereinigung wurde in Sakamotos Haus verlegt, wo sie auch unter der Leitung Okus die Zeitung Josei Dōmei (女性同盟, etwa: „Frauenverband“) herausgaben.
Die wichtigste Forderung war eine Reform des Artikels 5 des „Ordnungs- und Polizeigesetzes“ (治安警察法, Chian keisatsu-hō). Der Vorläufer dieses Gesetzes war das Shūkai oyobi seisha-hō (集会及政社法, etwa: „Gesetz über Versammlungen und politische Vereinigungen“) von 1890, das es Frauen untersagte, Mitglied einer politischen Partei zu werden oder an politischen Versammlungen teilzunehmen. 1900 wurde das Gesetz in „Ordnungs- und Polizeigesetz“ umbenannt und ergänzt. Durch Artikel 5.1 erhielten nun auch Frauen das Recht sich einer politischen Partei anzuschließen. Artikel 5.2 beinhaltete das Versammlungsrecht. Frauen durften politischen Versammlungen zwar unterstützen, aber weiterhin nicht daran teilnehmen. 1905 hatte Kiyoko Endō zusammen mit anderen Frauen der Heiminsha (平民社), einer sozialistisch-pazifistischen Vereinigung, die Bewegung zur Reform des Artikel 5 ins Leben gerufen. Oku setzte mit der Frauenvereinigung diese Reformarbeit fort. Eine weitere Änderung des „Ordnungs- und Polizeigesetz“ erlaubte nun auch Petitionen, woraufhin Frauen 2057 Unterschriften sammelten und in die beiden Häuser des japanischen Reichstags einbrachten. Bei einer Debatte des Artikel 5 wurden 1920 erstmals Frauen der Shin fujinkai wie Ichikawa, Waka Yamada, aber auch Männer wie Ōyama Ikuo gehört, die die Notwendigkeit einer Reform darlegten. Daraufhin brachten Hiratsuka und Ichikawa eine Gesetzesvorlage ein. 1922 brachten Oku und Makoto diesen Änderungsvorschlag erneut ein und dieses Mal konnte die Frauenvereinigung einen Erfolg verbuchen. Artikel 5.2 wurde gestrichen. In der Folge kam es zu Verhandlungen zwischen den beiden Frauen und Abgeordneten des Kizokuin, sodass die Gesetzesvorlage der Frauenvereinigung in das Ordnungs- und Polizeigesetz übernommen wurde.
1923 gründete Oku den „Verband der berufstätigen Frauen“ (職業婦人社, Shokugyō fujinsha) und gab eine gleichnamige Zeitschrift heraus. Danach war Mumeo in der Verbraucherbewegung aktiv und gründete 1928 die „Vereinigung der Verbraucherinnen“ (婦人消責組合協会, Fujin shōseki kumiai kyōkai). Von 1930 an unterstützte Oku die Entwicklung der landesweiten Settlement-Bewegung der Frauen. Sie arbeitete als Vizepräsidentin des Verbandes der japanischen Verbrauchergenossenschaften und war Vorsitzende der landesweiten Ratsversammlung der Frauenvereine.
Während des Krieges war sie in der Bewegung der nationalen geistigen Mobilisierung und der Unterstützungsgesellschaft für die Kaiserliche Herrschaft aktiv, wofür sie nach dem Krieg kritisiert wurde.
Nach dem Krieg kandidierte Oku bei der Sangiin-Wahl 1947 landesweit für die Kokumin kyōdōtō (国民協同党, etwa: Partei der nationalen Kooperation) und wurde ins Oberhaus gewählt, wo sie der Ryokufūkai (etwa: „Sommerwind-Versammlung“) zugerechnet wird. Als Oku 1965 ihren Abschied nahm, konnte sie auf drei Amtszeiten und 18 Jahre politische Arbeit zurückblicken. Im gleichen Jahr wurde sie mit dem Orden der Edlen Krone 2. Klasse ausgezeichnet. Als 1956 das „Vereinshaus der Hausfrauen“ (主婦会館, Shufu Kaikan) in Chiyoda, Tokio gebaut wurde, war sie die erste Leiterin des Hauses.
Mumeo Oku starb 1997 im hohen Alter von 101 Jahren in ihrem Haus in Shinjuku. Ihre älteste Tochter Kii Nakamura ist heute Vorsitzende der Hausfrauenvereinigung. Ihr Mann Eiichi Oku war Dichter. Zudem hatte Mumeo einen Sohn namens Kyoichi Oku.

## Rezension
“Tokuza explores the successful institutionalization of the feminist movement in Japan, which she says is due both to the organizational abilities of an early leader of the movement, Mumeo Oku, and Oku’s effectiveness as a communicator of ideas.”

„Tokuza untersucht die erfolgreiche Institutionalisierung der feministischen Bewegung in Japan. Ihrer Ansicht nach ist diese sowohl den organisatorischen Fähigkeiten einer frühen Anführerin der Bewegung, Mumeo Oku, als auch Okus Effektivität als Vermittlerin von Ideen zu verdanken.“

## Werke
- 1925 Fujin modai jūrokkō (婦人問題十六講, etwa: 16 Beiträge zu den Problemen der Frauen)
- 1941 Hana aru shokuba e (花ある職場へ, etwa: Hin zu einem Arbeitsplatz mit Blumen)
- 1942 Shin-josei no michi (新女性の道, etwa: Weg der neuen Frau)
- 1943 Tatakau josei onna mo hatarakanebanaranu (戦ふ女性 女も働かねばならぬ, etwa: Frauen im Kampf, auch Frauen müssen arbeiten dürfen)
- 1952 Daidokoro to seiji dankesshita shufutachi (台所と政治 団結した主婦たち, etwa: Frauen zwischen Küche und Politik)
- 1957 Akekure (あけくれ)[2]